# 1963 a légi közlekedésben
Ez a lista az 1963-as év légi közlekedéssel kapcsolatos eseményeit tartalmazza.

## Események

### július
- július 26. - A szovjet Repülőgépipari Minisztérium utasítására, tíz nappal a szovjet Minisztertanács jóváhagyását követően a Tupoljev OKB megkezdi egy 2300–2700 km/h utazósebességű, 80–100 utas szállítására képes, 4000–4500 km hatótávolságú, hangsebességnél gyorsabban repülő utasszállító tervezését, a Tu–144-et.
- július 28. - Mumbaitól 10 kilométerre a tengeren. A United Arab Airlines 869-es járata, egy de Havilland Comet 4C típusú utasszállító repülőgép, lajstromjele SU-ALD, leszállás közben a tengerbe csapódik. A gépen utazó 55 fő utas és 8 fő személyzet életét veszti.[1]

## Első felszállások
- október 7. – Learjet model 23[2]